# Roxanne van den Berg
Roxanne van den Berg (Zaandam, 29 november 1991) is een Nederlands voetballer die sinds 2010 uitkomt voor sc Heerenveen.

## Carrière
Van den Berg maakte in 2008 de overstap van Fortuna Wormerveer naar AZ. Voor AZ speelde ze niet in de Eredivisie, maar kwam ze wel uit in het toernooi om de KNVB beker. Zo keepte ze de wedstrijd tegen FC Twente in de kwartfinales van seizoen 2009/10. Ze kreeg dat duel drie doelpunten tegen, maar doordat AZ zelf ook drie doelpunten scoorde volgde er een strafschoppenserie. In die serie stopte Van den Berg de strafschop van Marloes Hulshof, maar omdat collega Loeven namens Twente twee strafschoppen keerde, werd AZ uitgeschakeld.
Na twee seizoenen verlaat Van den Berg AZ en vertrekt ze naar sc Heerenveen.

## Erelijst
- Landskampioen: 2009, 2010 (AZ)

## Statistieken
| Seizoen | Club          | Land      | Competitie        | Wedstrijden | Doelpunten |
| ------- | ------------- | --------- | ----------------- | ----------- | ---------- |
| 2008/09 | AZ            | Nederland | Eredivisie        | 0           | 0          |
| 2009/10 | AZ            | Nederland | Eredivisie        | 0           | 0          |
| 2010/11 | sc Heerenveen | Nederland | Eredivisie        | 19          | 0          |
| 2011/12 | sc Heerenveen | Nederland | Eredivisie        | 13          | 0          |
| 2012/13 | sc Heerenveen | Nederland | BeNeLeague Orange | 14          | 0          |
| 2012/13 | sc Heerenveen | Nederland | BeNeLeague B      | 14          | 0          |
| Totaal  | Totaal        | Totaal    | Totaal            | 60          | 0          |

Laatst bijgewerkt: 28 mei 2013 10:34 (CEST)